# Gunaroš
Gunaroš (en serbe cyrillique : Гунарош ; en hongrois Gunaras) est un village de Serbie situé dans la province autonome de Voïvodine. Il fait partie de la municipalité de Bačka Topola dans le district de Bačka septentrionale. Au recensement de 2011, il comptait 1 259 habitants.
Gunaroš est officiellement classé parmi les villages de Serbie.

## Démographie

### Évolution historique de la population
| 1948 | 1953  | 1961  | 1971  | 1981  | 1991  | 2002  | 2011  |
| ---- | ----- | ----- | ----- | ----- | ----- | ----- | ----- |
| 568  | 1 333 | 1 301 | 1 219 | 1 617 | 1 531 | 1 441 | 1 259 |

|  |